# Japan Soccer League Cup 1985
Der Japan Soccer League Cup 1985 war die zehnte Ausgabe des Japan Soccer League Cup. Sieger des Wettbewerbs waren die Yomiuri.

## Ergebnisse

### 1. Runde
|                          | Ergebnis        |                       |
| ------------------------ | --------------- | --------------------- |
| Kofu SC                  | 1:3             | Yanmar Diesel         |
| Kyoto Prefectural Police | 0:5             | Nippon Kokan          |
| Sumitomo Metals          | 1:2             | Matsushita Electric   |
| Furukawa Electric        | 5:1             | Tanabe Pharmaceutical |
| Hitachi                  | 0:1             | Toshiba               |
| Toyota Motors            | 1:1 (6:5 i. E.) | Mazda                 |
| TDK                      | 0:6             | Honda Motors          |
| Nippon Steel             | 0:2             | Fujita Industries     |

### Achtelfinale
|                      | Ergebnis        |                             |
| -------------------- | --------------- | --------------------------- |
| Nissan Motors        | 5:0             | Yanmar Diesel               |
| Nippon Kokan         | 1:2             | Mitsubishi Heavy Industries |
| Seino Transportation | 0:2             | Matsushita Electric         |
| Furukawa Electric    | 4:1             | Osaka Gas                   |
| Yomiuri              | 5:2             | Toshiba                     |
| Toyota Motors        | 0:1             | Yamaha Motors               |
| Fujitsu              | 0:3             | Honda Motors                |
| Fujita Industries    | 1:1 (5:4 i. E.) | All Nippon Airways          |

### Viertelfinale
|                     | Ergebnis        |                             |
| ------------------- | --------------- | --------------------------- |
| Nissan Motors       | 4:0             | Mitsubishi Heavy Industries |
| Matsushita Electric | 0:1             | Furukawa Electric           |
| Yomiuri             | 3:1             | Yamaha Motors               |
| Honda Motors        | 1:1 (5:4 i. E.) | Fujita Industries           |

### Halbfinale
|               | Ergebnis |                   |
| ------------- | -------- | ----------------- |
| Nissan Motors | 1:0      | Furukawa Electric |
| Yomiuri       | 3:1      | Honda Motors      |

### Finale
|               | Ergebnis |         |
| ------------- | -------- | ------- |
| Nissan Motors | 0:2      | Yomiuri |